# Конунг
Ко́нунг (давньосканд. konungr) — військовий вождь, вищий представник родової знаті у скандинавів у період раннього Середньовіччя.
Конунги очолювали окремі племена або населення певної території, деякі керували походами вікінгів. Зазвичай конунги володіли значними наділами землі, та були й такі, що вели мандрівний спосіб життя. Конунгів, що мали власні кораблі й мандрували морем, називали секонунгами («морськими конунгами»)
Під час формування феодальних відносин у Данії, Швеції, Норвегії найзначніші конунги поступово перетворилися на королів.